# St. Antonius Eremit und St. Vitus (Oberweißenbrunn)

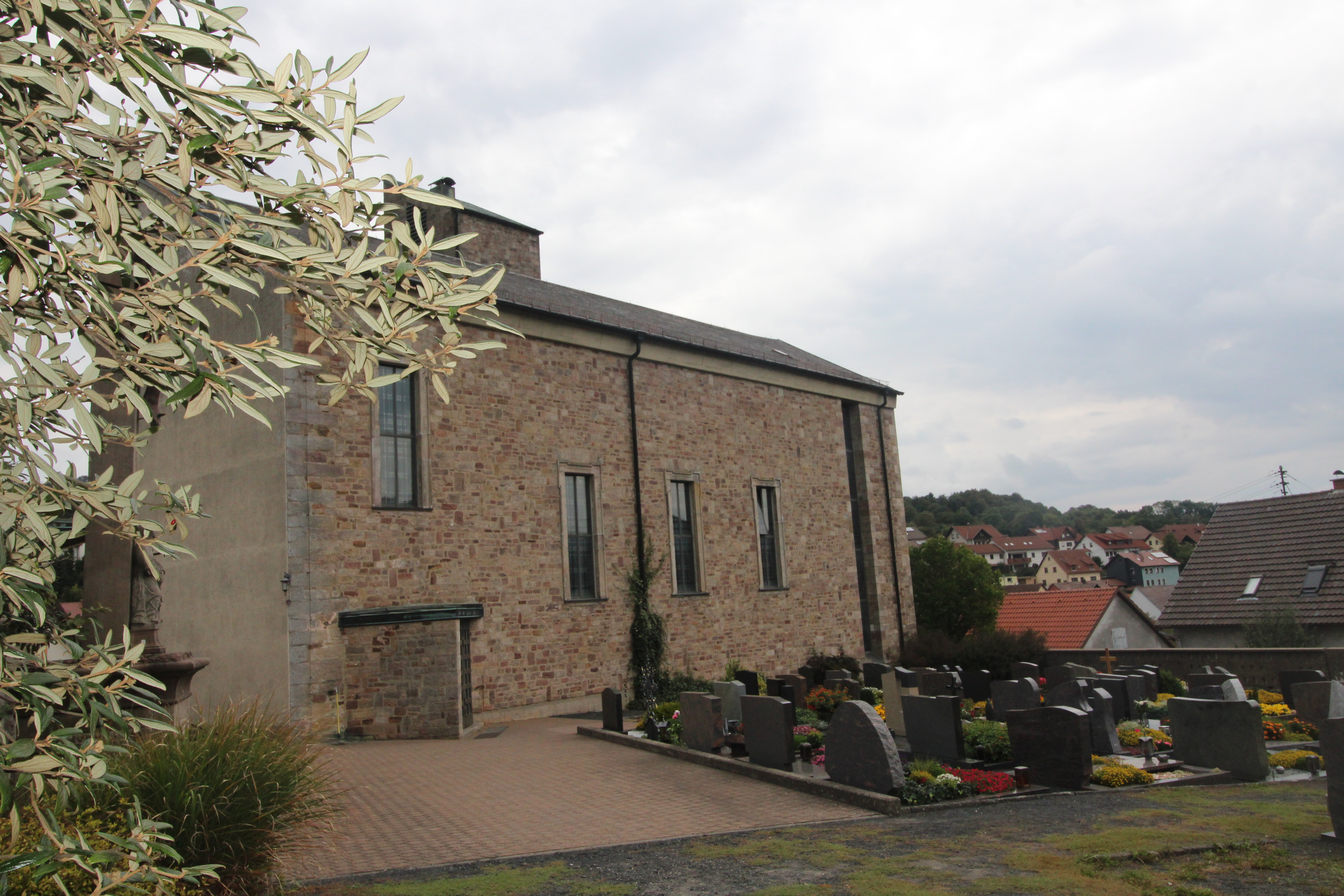
Die Kirche in Oberweißenbrunn

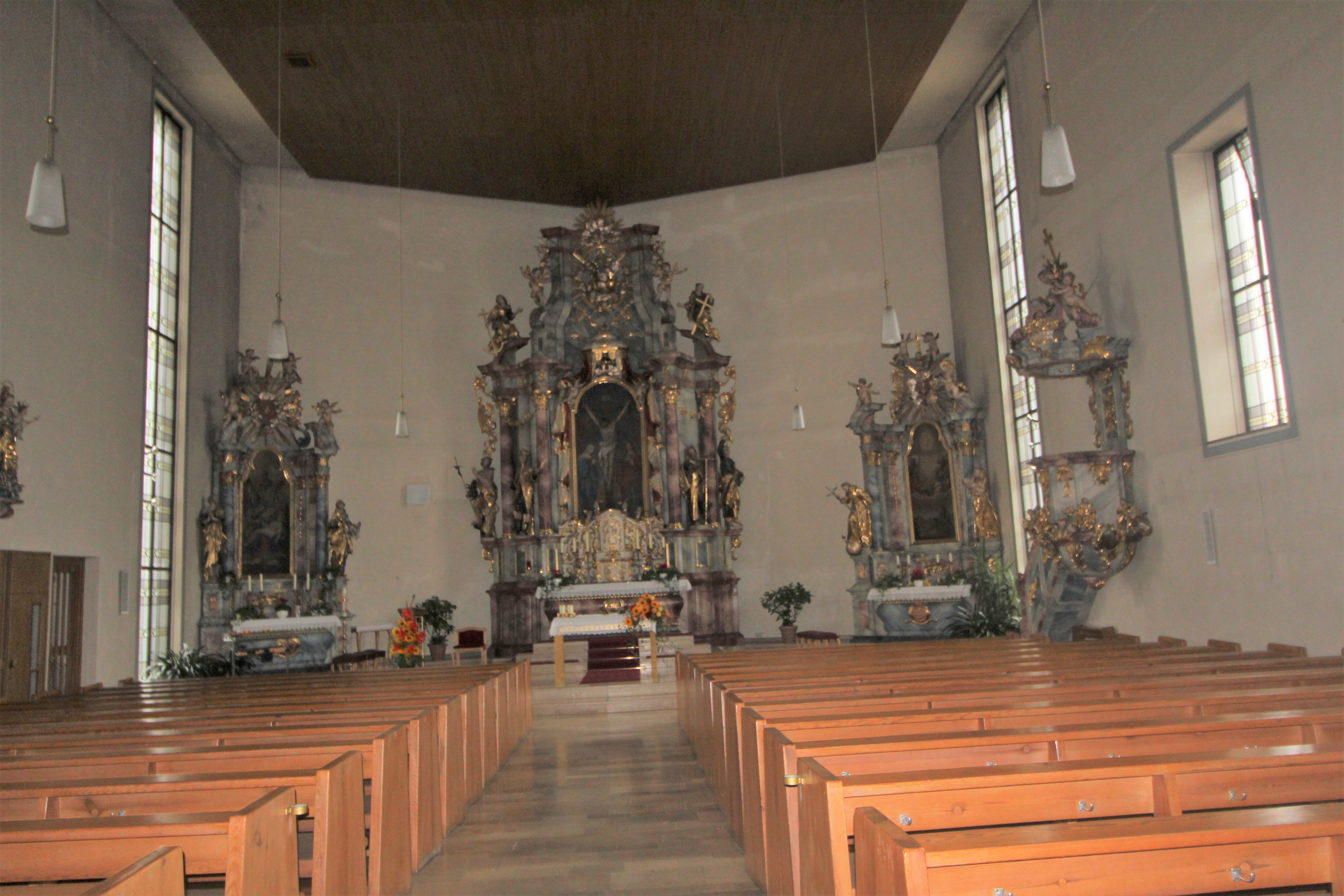
Das Innere der Kirche

Die römisch-katholische Filialkirche St. Antonius Eremit und St. Vitus ist die Dorfkirche von Oberweißenbrunn, einem Stadtteil von Bischofsheim im unterfränkischen Landkreis Rhön-Grabfeld. Die Kirche gehört zu den Baudenkmälern von Bischofsheim und ist unter der Nummer D-6-73-117-113 in der Bayerischen Denkmalliste registriert. Oberweißenbrunn ist ein Teil der Pfarreiengemeinschaft „Am Kreuzberg“.

## Geschichte
Oberweißenbrunn ist eine Filiale von Bischofsheim. Der im Jahr 1738 entstandene Vorgängerbau der heutigen Kirche wurde abgerissen. Die heutige Kirche ist ein Neubau des Jahres 1961.

## Beschreibung

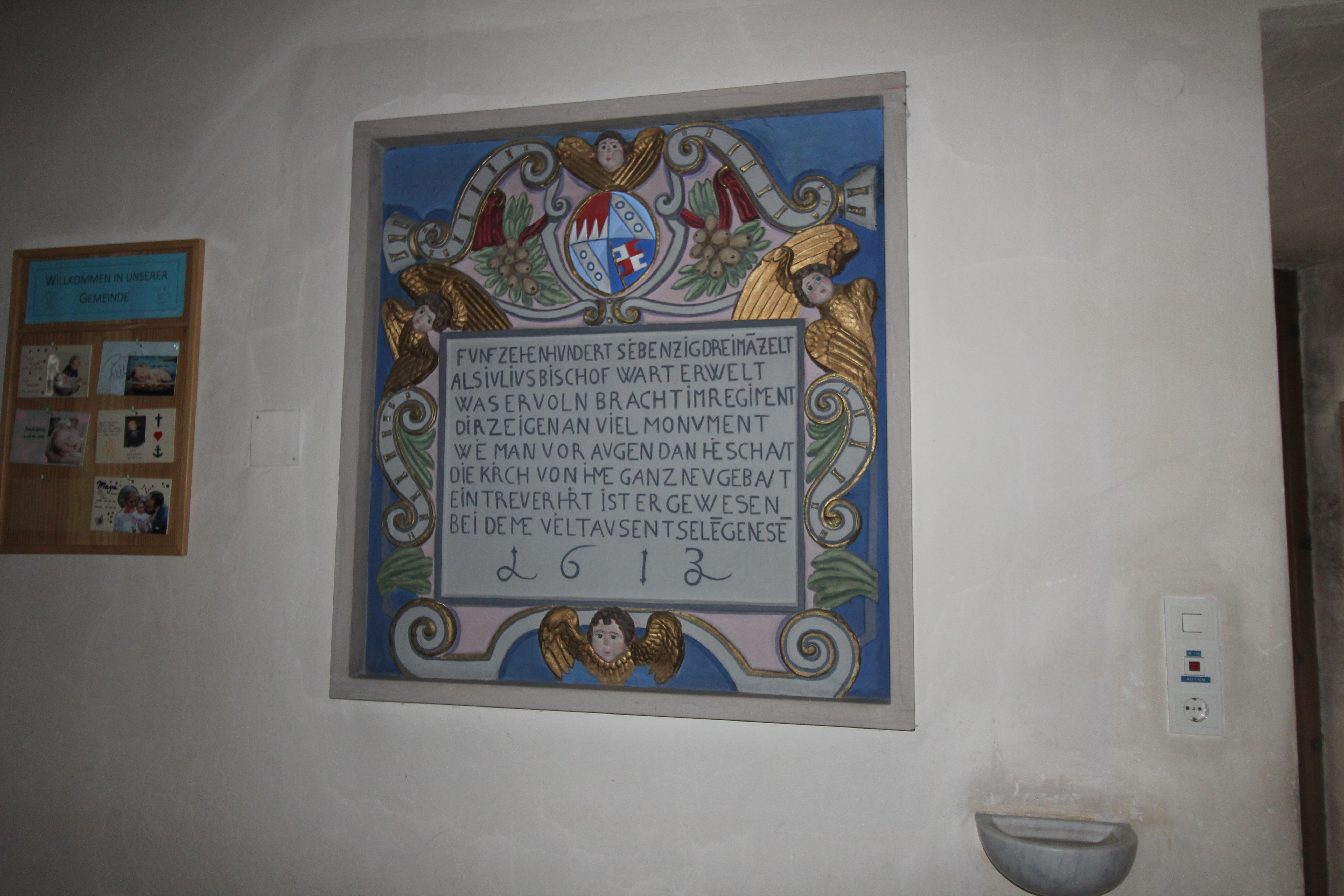
Inschrift der Echterzeit

Die Kirche ist mit 619 m über NHN die höchstgelegene Dorfkirche in Unterfranken. Sie ist nach Osten ausgerichtet und besitzt einen dreieckig geschlossenen, höhengleichen Chor. Chor und Langhaus sind mit einem Satteldach überdacht. Der Kirchturm mit Pultdach befindet sich an der Nordseite.

## Ausstattung
Der Hochaltar, die Seitenaltäre und die Kanzel sind aus dem Vorgängerbau übernommen. Sie entstanden im Jahr 1749 im Stil des Rokoko.  In der südlichen Wand ist eine Inschrift des Würzburger Bischofs Julius Echter von Mespelbrunn mit der Jahreszahl 1613 angebracht. Die Orgel ist auf der westlichen Empore aufgestellt.
Im Kirchturm hängen vier Glocken mit den Tönen g′ − a′ - c″ - d″.